# Arhysosage cactorum
Arhysosage cactorum är en biart som beskrevs av Jesus Santiago Moure 1999. Arhysosage cactorum ingår i släktet Arhysosage och familjen grävbin. Inga underarter finns listade.